# Lincolnshire, Kentucky
Lincolnshire är en stad (city) i Jefferson County i delstaten Kentucky, USA. 2010 hade staden 148 invånare.